# Natalie Goldberg
Natalie Goldberg (1948) es una escritora estadounidense popular de la escritura creativa. Se le conoce sobre  todo por una serie de libros que exploran la escritura como una práctica del budismo zen. 

## Vida y obra
Goldberg ha estado estudiando el budismo zen durante más de 30 años y fue alumna de Dainin Katagiri Roshi durante doce años.  Actualmente es instructora de escritura creativa y vive en Santa Fe, Nuevo México. Su libro Writing Down the Bones, publicado en 1986, es un éxito de ventas con más de un millón de copias vendidas, se considera una obra de referencia en el oficio de escribir. Su libro, El verdadero secreto de la escritura, publicado en 2013, es una continuación de este trabajo.

## Libros
- Chicken and in Love (1979), ISBN 978-0-930100-04-9
- Writing Down the Bones (1986), ISBN 0-87773-375-9
- Wild Mind: Living the Writer's Life (1990)
- Long Quiet Highway: Waking Up in America (1993)
- Banana Rose (1995)
- Living Color: A Writer Paints Her World (1997)
- Thunder and Lightning (2000)
- The Essential Writer's Notebook (2001)
- Top of My Lungs (2002)
- The Great Failure (2004)
- Old Friend From Far Away: The Practice of Writing Memoir (2008), ISBN 978-1-4165-3502-7
- The True Secret of Writing (2013)